# Nebikon
Nebikon is een gemeente en plaats in het Zwitserse kanton Luzern en maakte deel uit van het district Willisau tot op 1 januari 2008 de districten van Luzern werden afgeschaft.
Nebikon telt 2.175 inwoners.

## Geboren
- Fabian Lustenberger (2 mei 1988), voetballer

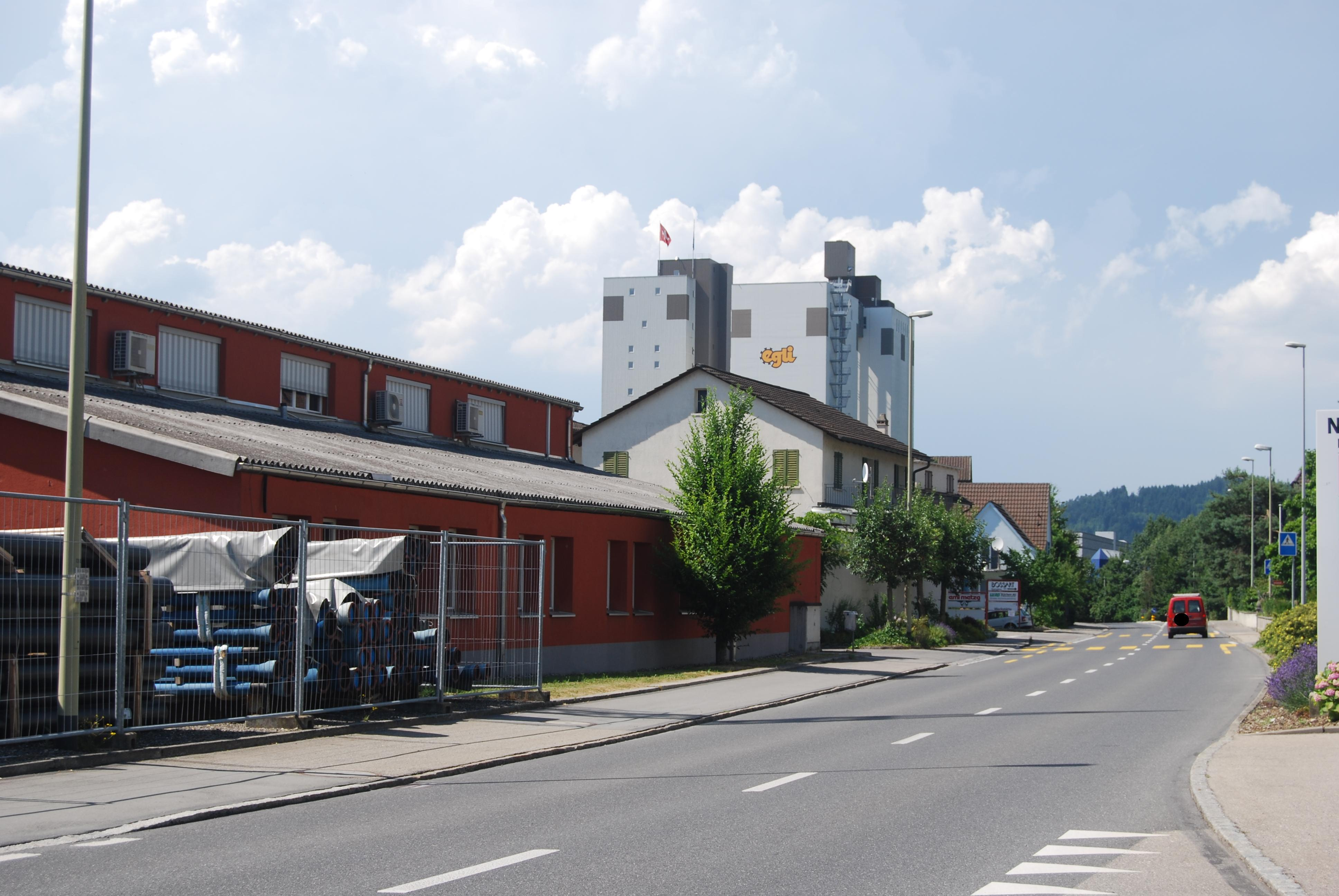
Nebikon